# Martin Mróz
Martin Mróz, Mroz, Mrose M'Rose lub Morose (ur. 24 listopada 1861 w Teksasie, zm. 29 czerwca 1895 w El Paso, USA) – kowboj, rewolwerowiec i przestępca z Dzikiego Zachodu. Urodził się w St. Hedwig w Teksasie, osadzie założonej w 1852 przez imigrantów z zachodniego Górnego Śląska. Był synem Leona Mroza przybyłego tam z okolic Brodnicy na ziemi chełmińskiej, znajdującej się wówczas w Królestwie Prus. Pracował w Eddy County na rancho jako kowboj i handlarz bydłem. Był zamieszany w kradzieże bydła, niektóre źródła wskazują, że również uczestniczył w zabójstwach.
Skonfliktowany z prawem przekroczył granicę i wyjechał do pobliskiego Ciudad Juárez po meksykańskiej stronie. Został tam aresztowany wraz z niedawno poślubioną niezwykłej urody prostytutką Beulah (Heleną) przez meksykańskich przedstawicieli prawa jako osoba poszukiwana na terenie Stanów Zjednoczonych. Beulah została zwolniona następnego dnia.
Przebywając w meksykańskim areszcie wynajął lokalnego adwokata Johna Wesleya Hardina, by wywalczył ekstradycję. Wręczywszy łapówkę wydostał się z więzienia, lecz ciążące na nim zarzuty uniemożliwiały mu powrót do Stanów. John Wesley zbliżył się w tym czasie do Beulah bardziej, niżby na to wskazywały relacje prawnik-klient, pożyczył też od niej pieniądze Martina na rozwinięcie działalności w Wigwam Saloon w El Paso.
Amerykański przedstawiciel prawa marshal George Scarborough przybył do Juarez, gdzie przebywał Martin, próbując go nakłonić do przekroczenia granicy z Teksasem w celu postawienia go przed wymiarem sprawiedliwości. Za sprawą uwikłania w to Beulah, udało mu się spotkać wieczorem 29 czerwca 1895 r. w drodze między Juarez a El Paso, na moście Mexican Central Railroad. Początkowo Martin nie chciał powrócić do Teksasu, potem przystał na propozycję powrotu wraz z Scarborough. Domniemania świadków tamtych wydarzeń dopuszczają taką wersję, że Martin, będąc świadomym relacji Beulah z Hardinem, chciał nie tyle spotkać Beulah, co raczej wrócić, by odzyskać należne mu pieniądze lub nawet rozliczyć Hardina z jego zainteresowania własną żoną. Na amerykańskim brzegu od strony El Paso Martina podążającego w towarzystwie Scarborough oczekiwali zawezwani przez niego w celu ujęcia Mroza agent Marshal Jeff Milton i strzelec Frank McMahon. Gdy przystąpili oni do próby ujęcia Mroza, ten dobył krótkolufowego Colta .45, lecz został wielokrotnie postrzelony przez policjantów. Umarł ze słowami: - Chłopaki, zabiliście mnie. - Śledztwo wykazało, że rewolwer Martina wystrzelił tylko raz, niecelnie. Z raportu dr. Alwarda White’a wynika, że klatka piersiowa i brzuch Martina zostały przestrzelone na wylot 7 kulami, z czego dwie przeszły przez serce powodując śmierć.
Beulah przyjęła wiadomość o śmierci męża z zadowoleniem i nie oskarżyła o nią szeryfów.  Na pogrzebie Martina były tylko dwie osoby: John Wesley Hardin i Beulah M'Rose, którzy pozostawali w związku aż do chwili, gdy sam Hardin został zabity przez konstabla Johna Selmana sześć tygodni później. John Wesley Hardin został pogrzebany zaledwie trzy groby od Martina Mroza na Concordia Cemetery. Gdy wreszcie po dwóch latach doszło do procesu sądowego, szeryfowie zostali uniewinnieni.